# Marc Velzeboer
Marc Bernardus Theodorus Velzeboer (Oud Ade, 29 oktober 1968) is een Nederlands voormalig shorttrackschaatser.
Hij nam deel aan de Olympische Winterspelen 1992 op de 1000 meter waar hij tiende werd. Zijn zussen Monique en Simone waren daar eveneens actief en ook zijn broer Alexander behoorde tot de Nederlandse top. Velzeboer werd in 1994 Nederlands kampioen en in 1995 werd hij tweede. Met Dave Versteeg, Harold Janssen en Joost Smit won Velzeboer een bronzen medaille op de aflossing op de Europese kampioenschappen 1997. Hij is de vader van shorttracksters Xandra en Michelle Velzeboer.